# پینارباشی (گول‌آغاچ)
پینارباشی (به ترکی استانبولی: Pınarbaşı) یک منطقهٔ مسکونی در ترکیه است که در گول‌آغاچ واقع شده‌است.